# HMS Artful (S121)
Pour les autres navires du même nom, voir HMS Artful.
Le HMS Artful (pennant number : S121) est un sous-marin nucléaire d'attaque britannique. Il est le troisième bâtiment de la classe Astute.